# Andrzej Kościelecki (dziekan poznański)
Andrzej Kościelecki herbu Ogończyk (ur. ok. 1554, zm. 5 września? 1599) – opat bledzewski, dziekan kapituły katedralnej poznańskiej w latach 1591–1600.
Był synem Janusza Kościeleckiego i Gertrudy Danaborskiej. Staraniem biskupa poznańskiego Łukasza Kościeleckiego, będącego jego stryjem, został kanonikiem katedry poznańskiej, a w 1579 opatem cystersów bledzewskich, choć nie posiadał wówczas ani profesji zakonnej (nie złożył jej nigdy), ani nawet święceń kapłańskich. W 1580 został o to pozwany przed obradującą w Wągrowcu kapitułę zakonną. Ponieważ nie stawił się przed jej oblicze, otrzymał dekret unieważniający elekcję. Pozwany nie udał się również przed oblicze trybunału papieskiego do Rzymu, ale dzięki poparciu stryja biskupa oraz szwagra, marszałka Andrzeja Opalińskiego, utrzymał się na opactwie bledzewskim. W tym czasie klasztor liczył tylko pięciu zakonników, a jego zabudowania były zrujnowane. Jako opat pousuwał protestanckich duchownych z dóbr klasztornych i odzyskał kilka zajętych przez nich kościołów, sprowadzając do nich księży. Wykupił część zastawionych dóbr klasztornych. Ze względu na nieustanne zatargi z pogranicznymi starostami brandenburskimi podejmował liczne interwencje u elektora. Na sejmach 1581 i 1585 zarzucano mu naruszanie postanowień konfederacji warszawskiej.
Ze względu na plany biskupa Łukasza, aby uczynić go koadiutorem diecezji poznańskiej, podjęto akcję mającą zapewnić powodzenie tych planów – na przykład nuncjuszowi papieskiemu przedstawiano Andrzeja Kościeleckiego jako energicznego tępiciela protestantyzmu (przy nawracaniu mieszczan i chłopów nie wahał się użyć siły), posiadającego zarazem zdolności administracyjne. Ostatecznie jednak, mimo podróży do Rzymu w 1584 oraz poparcia króla, papież na nominację się nie zgodził, widząc w niej przejaw nepotyzmu; niewykluczone, że jakąś rolę odegrały stawiany zarzuty natury obyczajowej. W tej sytuacji zrezygnował z funkcji opata w Bledzewie, a w 1591 został dziekanem poznańskim. W katedrze ukończył odnowę kaplicy św. Jana Chrzciciela. W testamencie ufundował altarię i pozostawił zapis na rzecz benedyktynek. Dobroczyńca klasztorów bernardyńskich w Bydgoszczy, Poznaniu, Kazimierzu i Kościanie. Zmarł prawdopodobnie 5 września 1599, a jego ciało pochowano w kościele bernardynów w Poznaniu.